# William Westmoreland
William Childs Westmoreland (Spartanburg, 26 de marzo de 1914-Charleston, 18 de julio de 2005) fue un general del Ejército estadounidense que se hizo célebre como comandante en jefe de las operaciones militares estadounidenses de la Guerra del Vietnam entre 1964 y 1968. Se desempeñó como Jefe de Estado Mayor del Ejército de los Estados Unidos de 1968 a 1972.
Westmoreland adoptó una estrategia de desgaste contra el Viet Cong y contra el ejército norvietnamita, intentando quitarles personal y suministros. También hizo uso de la ventaja de los Estados Unidos en artillería y poder aéreo, tanto en enfrentamientos tácticos como en bombardeos estratégicos incesantes de Vietnam del Norte. Sin embargo, el apoyo público a la guerra finalmente disminuyó, especialmente después de la Batalla de Khe Sanh y la Ofensiva del Tet en 1968. Cuando fue reasignado como Jefe del Estado Mayor del Ejército, las fuerzas militares de los Estados Unidos en Vietnam habían alcanzado un pico de 535.000 efectivos.
La estrategia de Westmoreland resultó, en última instancia, política y militarmente infructuosa. El aumento de las bajas estadounidenses y el reclutamiento minaron el apoyo de Estados Unidos a la guerra, mientras que las bajas en gran escala entre los no combatientes debilitaron el apoyo de Vietnam del Sur.

## Biografía
Alumno de la Academia militar de West Point, fue oficial durante la Segunda Guerra Mundial, y participó en las campañas de la operación Torch, del desembarco en Sicilia, de Francia (Batalla de las Ardenas en Bastogne de diciembre de 1944 a enero de 1945) y de Alemania. Acabó la guerra con el grado de coronel.
Enviado al sudeste asiático por el presidente Lyndon Johnson en 1964, cuando los Estados Unidos tenían allí 16 000 soldados, llamados « consejeros especiales de guerra» pues no se pueden mandar tropas al extranjero sin el voto del Congreso, Westmoreland fue recibido como el comandante que pondría de rodillas a Vietnam del Norte e impondría el capitalismo en la región. Con el tiempo, se encontró al mando de un ejército de más de un millón de soldados.
Bajo el mando de Westmoreland, los Estados Unidos « han ganado cada batalla hasta haber perdido la guerra ». El punto de involución de la guerra fue la ofensiva del Têt en 1968, durante la cual las tropas comunistas atacaron ciudades y pueblos por todo Vietnam del Sur. Los estadounidenses y las tropas sudvietnamitas rechazaron los ataques, y las tropas norvietnamitas y del Viet Cong sufrieron fuertes pérdidas. Sin embargo, la ferocidad de los ataques quebró la confianza que el público norteamericano podía todavía sentir escuchando las seguridades en que insistía Westmoreland respecto del futuro del conflicto. Un debate político y la opinión pública empujaban a la administración Johnson a disminuir el ritmo de crecimiento del envío de tropas estadounidenses a Vietnam.
Westmoreland fue retirado de Vietnam y nombrado Jefe del Estado Mayor del Ejército del Ejército estadounidense de 1968 a 1972.
Retirado del ejército en 1972, falleció en julio de 2005 en una residencia de ancianos a la edad de 91 años.

## El personaje

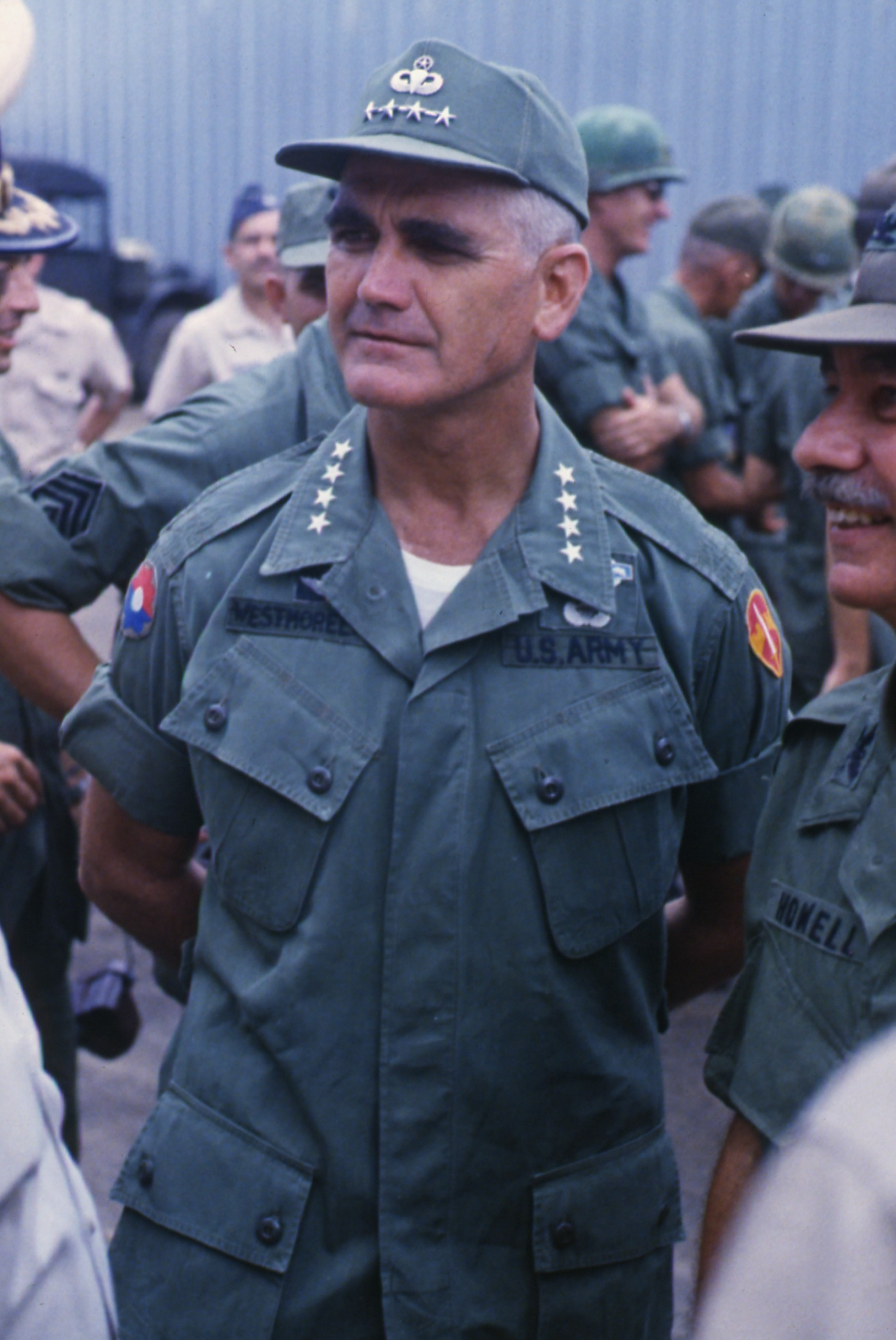
General William Westmoreland en Vietnam en 1967.

Westmoreland sirvió tanto bajo presidentes republicanos como demócratas.
Las opiniones sobre su actuación en la guerra de Vietnam son muy controvertidas. Se constató que bajo su mando los efectivos de las tropas estadounidenses pasaron, como se ha comentado anteriormente, de 15 000 a medio millón de soldados. Es por tanto uno de los responsables de la escalada de efectivos y, en consecuencia, de muertos (por ambos bandos) y del horror de esta guerra.
Decía: «Me las he ingeniado para no caer en la política. Era un soldado y llevaba a cabo una misión ordenada por el comandante en jefe, que era el presidente de Estados Unidos.»
William Westmoreland nunca renegó de lo que hizo durante la Guerra del Vietnam, arrojar napalm en los campos vietnamitas para desalojar a los «rebeldes» comunistas. Siempre afirmó que la guerra de Vietnam no fue una equivocación de Estados Unidos y que la Historia reconocería la justificación de los millones de muertos causados por la intervención estadounidense.
«No es que hayamos perdido militarmente la guerra. Lo que sucede es que, en tanto que nación, no hemos hecho nada para mejorar nuestro compromiso en Vietnam del Sur.»